# چقاده
چقاده، روستایی از توابع بخش میمه شهرستان شاهین‌شهر و میمه در استان اصفهان ایران است.

## جمعیت
این روستا در دهستان ونداده قرار دارد و براساس سرشماری مرکز آمار ایران در سال ۱۳۸۵، جمعیت آن ۱۰ نفر (۵خانوار) بوده‌است.